# Elías Figueroa
Elías Ricardo Figueroa Brander (Valparaíso, 25 de outubro de 1946) é um ex-futebolista chileno que atuava como zagueiro.
Considerado o maior jogador chileno de todos os tempos de acordo com o Instituto Chileno de História e Estatística do Futebol e várias pesquisas na América do Sul, também foi eleito o melhor zagueiro da Copa de 1974. Jogou na década de 1970, e para muitos é um dos maiores zagueiros de futebol da história. Seu lema era: "A grande área é minha casa. Aqui só entra quem eu quero."
Figueroa chegou ao Internacional em novembro de 1971. Antes, havia jogado pelo Wanderers, do Chile, Unión La Calera e Peñarol, do Uruguai. Foi também jogador da Seleção Chilena de Futebol.
Vestindo a camisa colorada, Figueroa fez 26 gols em 336 jogos, sendo ao lado de Índio o zagueiro que mais fez gols pelo clube. Foi hexacampeão gaúcho (71/72/73/74/75/76) e bicampeão brasileiro (1975/76). Disputou 17 clássicos Grenal, tendo perdido apenas um.
Figueroa, quando ainda atuava no Peñarol foi considerado duas vezes melhor jogador da América, no Internacional duas vezes melhor central da América. Isto significa dizer: 6 vezes melhor central da América, 4 vezes melhor central do mundo e 2 vezes melhor jogador do mundo.
Ele também representou o seu país 47 vezes, aparecendo em três Copas do Mundo FIFA, em 1966, 1974 e 1982.
Considerado por muitos como um dos maiores zagueiros da história do futebol, Figueroa se destacou por seu estilo de jogo elegante, sua compostura no centro da defesa e sua habilidade de impedir ataques adversários e imediatamente armar contra-ataques. Ele também foi elogiado ao longo de sua carreira por ser um "gentleman" dentro e fora do campo. Não à toa, ele nunca foi expulso ao longo de sua carreira. Ele foi premiado duas vezes com o prêmio Bola de Ouro da ESPN, enquanto jogava pelo Internacional em 1972 e 1976. Ele também foi premiado com o Futebolista Sul-Americano do Ano três vezes consecutivas pelo jornal venezuelano El Mundo, em 1974, 1975 e 1976. Foi eleito o melhor jogador do Uruguai em 1967 e 1968, e o melhor jogador do Chile em 1977 e 1978.
Em 2000, a Federação Internacional de História e Estatística do Futebol classificou-o como o "37º melhor jogador de futebol do Século XX", o "oitavo melhor futebolista sul-americano do Século XX" e "melhor defensor sul-americano do Século XX". No Brasil, em votação de especialistas organizada pela revista Placar em 2001 e dados estatísticos o destacaram como o "melhor futebolista estrangeiro a jogar no futebol brasileiro no Século XX". Ele foi incluído na lista FIFA 100 dos "125 melhores jogadores de futebol vivos" em 2004 e tem a marca de seus pés na Calçada da Fama do Estádio do Maracanã desde 2005.

## Características como jogador
Sua principal característica como jogador era a capacidade de antecipar os movimentos do adversário, desarmando-os sem fazer falta, e imediatamente conduzindo a bola com elegância da defesa para o ataque. Com sua personalidade forte, era facilmente reconhecido por sua uma liderança dentro de campo, tornando-se capitão em todas as equipas onde jogou. Dotado de grande força física, excelente cabeceio e não teve problemas de pontuação. Estas características eram suporte para sua grande técnica e estilo do jogo, permitiu que fosse uma promessa de garantia em qualquer meio de defesa, onde ele jogou. Mesmo com a facilidade para conseguir jogar e começar o ataque, Elias Figueroa entrou no meio da quadra distribuindo jogo e chegar à área adversária. Seu jogo foi muito útil para neutralizar o adversario e equilibrar o meio-campo. Don Elias Figueroa foi considerado o melhor jogador do mundo, sendo respectivamente, melhor de sua posiçao (zagueiro) em 1973.

## Origens
Nasceu em Valparaíso em 25 de Outubro de 1946, em uma família chilena de classe média. Na infância, teve problemas de saúde: uma difteria causou-lhe problemas do coração e mais tarde asma. Por isso a família Figueroa Brander decidiu se mudar para a cidade vizinha de Quilpué, famosa por seu ar puro, fixando-se posteriormente na vizinha Villa Alemana. Desde tenra idade Elias já começava a mostrar o seu talento com a bola de futebol, mas os médicos proibiram-no de praticar esportes e chegaram a diagnosticar que ele não seria uma criança normal.
A troca de clima teve efeitos positivos, e aos oito anos Figueroa entrou no 'Alto Florida', um clube do bairro do mesmo nome em Quilpué, onde descobriu sua capacidade e gosto para o futebol. No entanto, uma poliomielite aos 11 anos de idade deixou-o de cama por quase um ano. Aos 12, teve que praticamente reaprender a andar, com muletas e a ajuda de seus irmãos. Aos 13 voltou ao seu time de bairro e, sempre demonstrando talento, aos 14 anos, em 1961, foi chamado para defender o Deportivo Liceo na mesma cidade.
Um ano depois, graças aos contatos do seu pai Gonzalo com o assistente técnico Victor Parra, Elias integrou-se ao time juvenil do Santiago Wanderers de Valparaíso. Naquele ano o Chile foi sede da Copa do Mundo, e casualmente a seleção brasileira, campeã mundial e iniciando seus trabalhos para a conquista do bicampeonato, sediou-se na vizinha Viña del Mar e chamou o time juvenil do Wanderers como "sparring", seu adversário de treinamentos. Foi assim que, durante alguns dias, o jovem de 15 anos Elias Figueroa, teve que marcar Pelé, Garrincha e Didi, provocando mais de um comentário sobre o seu impressionante potencial de jogo.

## As primeiras equipes
Tal era o talento de Elias adolescente não foi suficiente para ficar muito tempo nas divisões inferiores. Posição original no começo foi a roda (8), foi Jose Perez, técnico da Argentina nas divisões inferiores do Wanderers, que re-localiza a Elias, na posição final de zagueiro central. Pouco depois de chegar ao Wanderers, sob o comando de Victor Parra, jogou em Buenos Aires a qualificação do Campeonato Nacional da Juventude em Arica para ser jogado em 1964. Essa equipe fez suas primeiras apresentações como zagueiro central.
Dado que a caixa de Honra da Copa do Mundo foi imposta caturra Raúl Sánchez, Figueroa não encontrou lugar e após conversações complicadas União La Calera tem seu empréstimo por uma temporada. Na cidade de cimento de uma primeira equipe estreia em 26 abril de 1964 esse ano Elias Figueroa foi chamado por um locutor de rádio Don Elias, trabalhou, Hernán Solis, que o triunfo de La Calera no Colo Colo completa do Estádio Nacional, disse: "Estamos diante de um garoto de 17 anos que joga como um craque maduro, hoje não posso deixar de chamar Don Elias Figueroa", assim nasceu a lenda.

## Campeão Uruguaio/Peñarol
Este campeonato foi fundamental para mostrar a raça que significou para o seu jogo. E assim Independiente de Avellaneda, o furacão e Peñarol do Uruguai mostraram interesse no Chileno. Por fim, foram os Red Devils, que venceu a disputa,porem um pouco antes de Elias ser submetidos a rigorosos exames médicos,o vice-presidente do Peñarol na ocasião Washington Cataldi correu e conseguiu um avião particular para Montevidéu. Figueroa durante cinco anos de Peñarol com os colegas dos gostos de Mazurkiewicz, e Spencer Joya, atingiu o bicampeonato do torneio uruguaio em 1967 e 1968,a Supercopa dos Campeões Intercontinentais de 1969, no final do lendário Santos de Pelé. Figueroa foi escolhido como o melhor em campo e a distinção como o melhor jogador do torneio em três ocasiões.
Além disso, quando jogava no Peñarol, foi considerado todos os anos como o melhor em seu posto. Infelizmente, no Uruguai, começou a ter dificuldades financeiras, muitos jogadores foram jogar em times estrangeiros, incluindo Elias Figueroa indo para o Real Madrid e Inter de Porto Alegre.

## Anos iluminados
Jogar na Europa não foi o mesmo que jogar na América do sul.
No território brasileiro estava jogando um dos mais difíceis campeonatos do mundo, onde estavam a maioria dos jogadores campeões do mundo no México em 1970, com Pelé no leme.
Elias escolheu como destino fora  Porto Alegre, onde chegou para defender Internacional do Rio Grande do Sul
Liderança de Figueroa, os Colorados levaram o Campeonato Nacional pela primeira vez e em vezes seguidas:o Inter ganhou o "Brasileirão" em 1975 e 1976, o primeiro com a anotação famoso gol do chileno na final contra o Cruzeiro, conhecido como "El Gol Iluminado". A lenda diz que, faltando quinze minutos para o final do segundo tempo,na noite do dia 15 de Dezembro,todo o campo estava coberto pela sombra, mas exatamente onde Figueroa saltou e deu a cabeçada na bola em direção ao gol de Raul, um raio de luz brilha,algo até agora inexplicável. Assim nasceu a lenda do Gol Iluminado.
Individualmente ganhou tudo no Brasil: a Bola de Ouro de Melhor Jogador do Brasileirão 1975, cada uma das cinco temporadas que jogou a Bola de Prata e outros premios; Melhor Jogador do América por três temporadas consecutivas:. 1974, 1975 e 1976, os prémios atribuídos pelos votos de jornalistas esportivos em todo o continente, votação historicamente organizada pelo jornal "El Mundo de Caracas"(válido notar que em 73 o vencedor foi Pelé )
Em sua visita ao escritor do Brasil de futebol famosos e poeta Nelson Rodrigues escreveu: ". Elegante como uma contagem de trejo, perigoso como um tigre de Bengala Defender Elias Figueroa foi perfeito"

## Campeão de novo
Apesar de ser listada na International Solid (que gostaria de acrescentar outra coroa no Brasil em 1979), Figueroa decidiu, sem qualquer explicação, voltar ao Chile em 1977 para jogar no Palestino Sports Club. Do lado de Don Elias Figueroa, o clube ganhou a Copa do Chile, e a Liga, que se classificou para a Copa Libertadores em 1978, onde teve uma participação aceitável. Como visto, conseguiu vencer por 2-1, em São Paulo, naquele campeão brasileiro. Em julho de 1978,o Palestinos começo uma seria invicte que durou 44 jogos e terminou em 12 setembro de 1978. Esta é a série sem derrotas mais longevoa da história do futebol chileno. 1 Em 22 novembro de 1978, o clube venceu o campeonato nacional depois de vencer o Colo Colo 3-1 com um dos gols de Figueroa na final. Em 1978, Elias Figueroa foi coroado novamente no final do ano como o melhor jogador do torneio, como ocorre no Uruguai e no Brasil. Após quatro anos no período-palestiniano, onde até levou a equipa a qualificar-se para a fase semifinal da Copa Libertadores 1979  Elías Figueroa queria mudar de curso.

## Nos últimos anos
Em 1981, Figueroa foi contratado para jogar a Liga dos Estados Unidos. Havia os melhores jogadores como Franz Beckenbauer e Johan Cruijff. O destino era a cidade de Fort Lauderdale na Flórida, jogando ao lado de outras figuras internacionais como Gerd Müller e Teófilo Cubillas,que jogaram no time da casa. Na temporada de 1981, chegaria a Conferência Final North American Soccer League (NASL) contra o New York Cosmos, mas o tom de Figueroa foi as constantes viagens ao Chile para jogar pela seleção nacional na qualificação para o Mundial da Espanha 82. Por esta razão, Colo-Colo, em parceria com a Televisão Nacional, consegue trazer de volta Figueira para jogar em uma tabela nacional.
Depois da Espanha '82, em contrapartida, o chefe, e depois de um derby contra o Universidade do Chile, em 1 de janeiro de 1983, Figueroa anunciou sua aposentadoria das atividades profissionais, encerrando uma carreira de 18 anos de sucesso.
No ano seguinte, em 8 de março de 1984, para organizar o jogo de despedida entre o chileno e uma seleção combinada Resto do Mundo, que contou com mais de 70.000 espectadores no Estádio Nacional. 2-2 final foi uma história em uma reunião marcada pela emoção e lembranças dos muitos objetivos alcançados por um menino doente que nasceu em Valparaíso, e chegou a ser considerado um dos melhores jogadores de futebol faz parte da história.A FIFA o elegeu como o oitavo melhor jogador sul-americano de todos os tempos e selecionado como um dos maiores jogadores de cinqüenta na história, durante as comemorações do centenário da Fifa, em Londres, Don Elias Figueroa tem suas pegadas na avenida a fama do grande templo do futebol, o Estádio do Maracanã.
Após a despedida em massa, o mundo nunca viu, uma classe de super central como Don Elias Ricardo Figueroa Brander. Atualmente reside em Viña del Mar, no Chile.

## Títulos
Peñarol
- Campeonato Uruguaio: 1967 e 1968
- Recopa dos Campeões Intercontinentais: 1969

Internacional
- Campeonato Gaúcho: 1972, 1973, 1974, 1975 e 1976
- Campeonato Brasileiro: 1975 e 1976

Palestino
- Copa Chile: 1977
- Campeonato Chileno: 1978

Colo-Colo
- Campeonato Chileno: 1983

## Gol Iluminado
Na final do campeonato brasileiro de futebol de 1975 entre (Internacional X Cruzeiro), Figueroa marcou o antológico gol iluminado. O tento de Elias Figueroa ganhou esta alcunha em razão de uma fresta de luz do sol romper o céu encoberto da capital portoalegrense e iluminar justamente o local aonde zagueiro do Inter estava no momento do cabeceio.
- 14 de dezembro de 1975: Aos 11 minutos da segunda etapa, Piazza comete falta no ponteiro direito Valdomiro ao lado da área. O próprio Valdomiro partiu para a cobrança da falta. Quando o atacante cruzou a bola na área, Figueroa pulou mais alto que a defesa do Cruzeiro e desviou de cabeça. No momento do lance, um facho de luz do sol iluminava aquela parte do gramado e o zagueiro colorado. Apesar do esforço do goleiro Raul, a bola entrou no canto direito da sua meta. Gol colorado. O gol iluminado definiu o jogo e o Internacional conquistou seu primeiro título brasileiro.[2]

## Prêmios
- FIFA World Player - Jogador Mundial do Anos: 1975 e 1976 [3][4][5]
- Equipe das estrelas em Copa do Mundo FIFA de 1974 [6]
- Futebolista sul-americano do ano - El Mundo (VEN): 1974, 1975,1976
- 3.º Maior Futebolista sul-americano do ano: 1977
- Bola de Prata (Placar): 1972, 1974, 1975 e 1976.
- Bola de Ouro (Placar): 1972[7], 1976.
- Melhor jogador estrangeiro que jogou na história do Campeonato Brasileiro de Futebol 2001[8]
- Defensor sul-americano do ano - El Mundo (VEN): 1972, 1977
- Prêmio ao melhor Jogador do campeonato uruguaio: 1967,1968
- Prêmio ao melhor Jogador do campeonato chileno: 1981[9]
- Prêmio ao melhor esportista do ano no Chile: 1981[9]
- Melhor ao Jogador chileno da História por o Círculo de Jornalistas de Esportes do Chile[10]
- Melhor Jogador chileno da história pela IFFHS. Posição N 1 °[carece de fontes?]
- Melhor Jogador  Sul-americano do século XX pela IFFHS.Posição N 8°[11]
- Melhor Jogador do Mundo do século XX pela IFFHS. Posição 37 °
- Membro da prestigiada lista FIFA 100[carece de fontes?]
- Membro da equipa de futebol sul-americano do século XX[12]
- Membro da equipa de futebol  histórico de o Copa  América:[13][14][15][16][17]
- Eleito entre os melhores da história para a revista "Placar" Posição 19°[carece de fontes?]
- Eleito entre os melhores da história para a revista "Playboy Brasil" Posição 13°[18]
- Eleito entre os melhores 50 jogadores da história para a revista "World Soccer"[19]
- Eleito para o ideal décimo primeiro dos últimos 50 anos de futebol sul-americano pela Sports Illustrated Latino[20]
- Prêmio para a carreira de futebol excelente pela CONMEBOL[21][22]
- Membro da Calçada da Fama do Maracanã
- Distinção da o ordem de "Cavaleiro do Rio Branco" pelo República Federativa do Brasil 2000[23]
- Constantemente nomeado para seleção em todo o mundo e sul-americanos a partir de 19 anos: 1966 - 1983
- Único jogador com Hugo Sánchez em participar de três Copas do Mundo alternadamente: 1966 - 1974 - 1982
- Nomeado o capitão de cada equipe onde jogou
- IFFHS MEN’S ALL TIME CHILE DREAM TEAM[24]